# Kateretidae

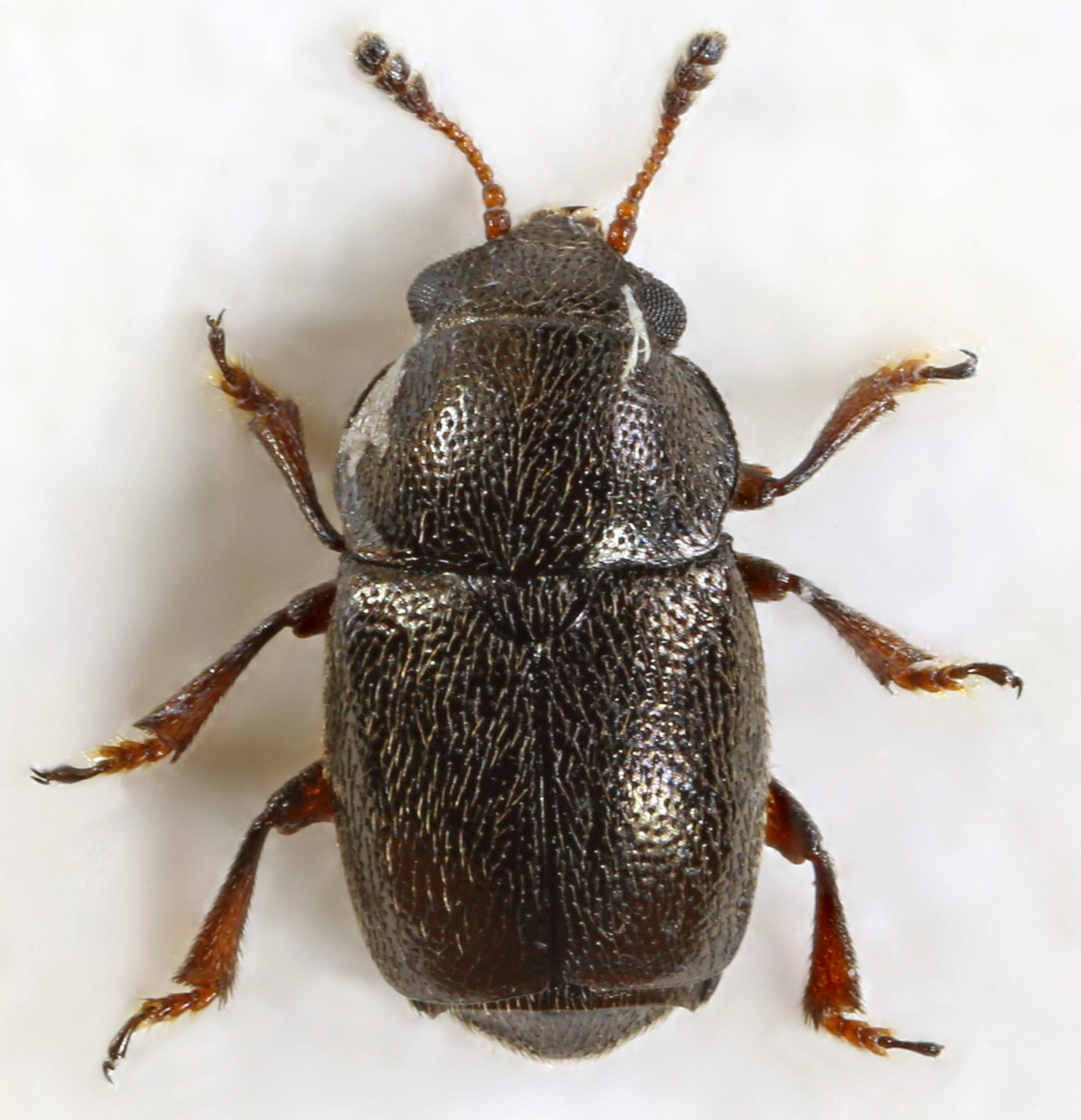
Brachypterus urticae

Die Kateretidae sind eine Familie der Käfer (Coleoptera). Die Kateretidae wurden früher als Unterfamilie der Glanzkäfer (Nitidulidae) betrachtet. Ein Synonym ist Brachypteridae.
Die Kateretidae sind weltweit verbreitet und mit ungefähr 100 Arten in 14 Gattungen bekannt. In Europa kommen 24 Arten in 6 Gattungen vor. In Nordamerika kommen 13 Arten in 6 Gattungen vor.

## Merkmale
Die Kateretidae unterscheiden sich von den Nitidulidae aufgrund der Struktur ihrer Mandibeln, der 2- bis 3-gliedrigen Fühlerkeule sowie den verkürzten Flügeldecken, welche nicht über die beiden letzten Hinterleibssegmente reichen. Die länglichen Larven sind nach hinten mäßig erweitert.

## Lebensweise
Die adulten Käfer findet man an verschiedenen Blüten, deren Pollen sie fressen. Die Larven entwickeln sich in den Samenkapseln verschiedener Pflanzen.

## Taxonomie und Systematik
Die Kateretidae sind der Überfamilie Cucujoidea zugeordnet.
Die Familie gliedert sich in folgende Gattungen:
- Amartus LeConte, 1861
- Anamartus Jelinek, 1976
- Anthonaeus Horn, 1879
- Boreades Parson, 1943
- Brachyleptus Motschulsky, 1845
- Brachypterolus Grouvelle, 1913
- Brachypterus Kugelann, 1794
- Eoceniretes Kirejtshuk & Nel, 2008
- Heterhelus DuVal, 1858
- Jelinekiella Kirejtshuk, 2000
- Kateretes Herbst, 1793
- Neobrachypterus Jelínek, 1979
- Platamartus Reitter, 1892
- Sibirhelus Kirejtshuk, 1989

## Arten in Europa
In Europa kommen folgende Arten vor:
- Anamartus aurosericeus (Reitter, 1873)
- Anamartus sinuatus Jelinek, 1976
- Brachyleptus aurosus Reitter, 1885
- Brachyleptus quadratus (Sturm, 1844)
- Brachypterolus antirrhini (Murray, 1864)
- Brachypterolus cinereus (Heer, 1841)
- Brachypterolus linariae (Stephens, 1830)
- Brachypterolus longulus (Reitter, 1885)
- Brachypterolus pulicarius (Linnaeus, 1758)
- Brachypterolus vestitus (Kiesenwetter, 1850)
- Brachypterus curtulus Wollaston, 1864
- Brachypterus fulvipes Erichson, 1843
- Brachypterus glaber (Newman, 1834)
- Brachypterus labiatus Erichson, 1845
- Brachypterus rotundicollis Murray, 1864
- Brachypterus urticae (Fabricius, 1792)
- Heterhelus scutellaris (Heer, 1841)
- Heterhelus solani (Heer, 1841)
- Kateretes dalmatinus (Sturm, 1844)
- Kateretes flavicans (Fairmaire, 1860)
- Kateretes mixtus Kirejtshuk, 1989
- Kateretes pedicularius (Linnaeus, 1758)
- Kateretes pusillus (Thunberg, 1794)
- Kateretes rufilabris (Latreille, 1807)